# Турбовентиляторний двигун

Анімація двовального турбовентилятора з високим ступенем двоконтурності.
A. Ротор низького тиску
B. Ротор високого тиску
C. Компоненти статора
1. Гондола
2. Вентилятор
3. Компресор низького тиску
4. Компресор високого тиску
5. Камера згоряння
6. Турбіна високого тиску
7. Турбіна низького тиску
8. Сопло газогенератора
9. Сопло вентилятора

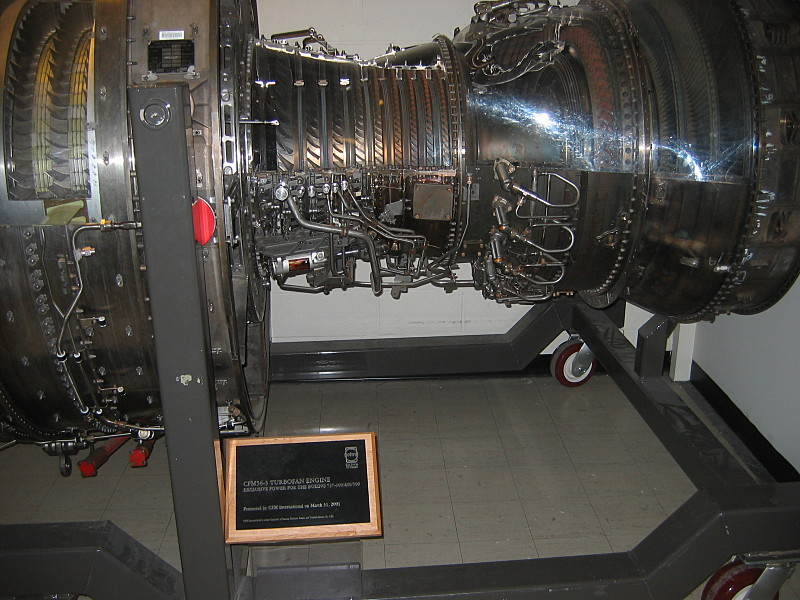
Турбовентиляторний двигун CFM56-3

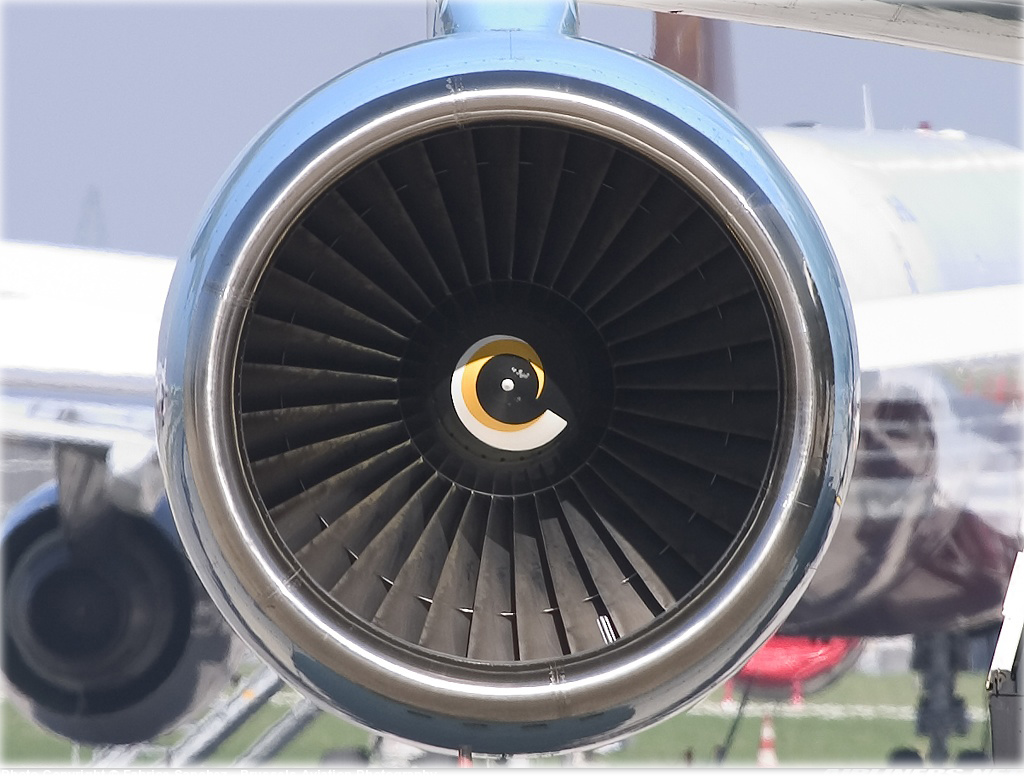
Вентилятор двигуна ПС-90А. Вид спереду.

Схема турбовентиляторного двигуна

Турбовентиляторним двигуном у популярній літературі зазвичай називають турбореактивний двоконтурний двигун (ТРДД) з високим (вище 2) ступенем двоконтурності.
У даному типі двигунів використовується одноступінчатий вентилятор великого діаметра, який забезпечує високі витрати повітря через двигун на всіх швидкостях польоту, включаючи низькі швидкості при зльоті та посадці. З причини великого діаметра вентилятора сопло зовнішнього контуру таких ТРДД стає досить важким і його часто виконують укороченим, з апаратами, які нерухомими лопатками спрямляють  повітряний потік і повертають його в осьовому напрямку. Відповідно, більшість ТРДД з високим ступенем двоконтурності — без змішування потоків. Економічність турбовентиляторних двигунів обумовлена тим, що на відміну від звичайного ТРД енергія реактивного струменя у вигляді тиску і високої температури не втрачається на виході з двигуна, а забезпечує в обертання вентилятора, який створює додаткову тягу, що підвищує ККД. У турбовентиляторному двигуні вентилятор може створювати до 70-80 % усієї тяги двигуна. 
Будова внутрішнього контуру таких двигунів подібна  до будови турбореактивного двигуна (ТРД), останні ступені турбіни якого є приводом вентилятора.
Зовнішній контур таких ТРДД - це, здебільшого, одноступінчатий вентилятор великого діаметра, за яким розташовується апарат випрямляння з нерухомих лопаток, які розганяють потік повітря через вентилятор і повертають його, приводячи до осьового напрямку. Зовнішній контур закінчується соплом.
Через те, що вентилятор такого двигуна, як правило, має великий діаметр, а ступінь підвищення тиску повітря у ньому невисокий — сопло зовнішнього контуру таких двигунів досить коротке. Відстань від входу в двигун до зрізу сопла зовнішнього контуру може бути значно менше відстані від входу в двигун до зрізу сопла внутрішнього контуру. З цієї причини сопло зовнішнього контуру досить часто помилково приймають за обтічник вентилятора.
ТРДД з високим ступенем двоконтурності мають дво або тривальну конструкцію.

## Переваги і недоліки
Головною перевагою таких двигунів є їх висока економічність.
Недоліки — великі маса і габарити. Особливо —— великий діаметр вентилятора, що призводить до значного лобового опору повітря в польоті.
Галузь застосування таких двигунів — далеко— і середньомагістральні комерційні авіалайнери, військово-транспортна авіація.